# ولادیمیر کوالیونوک
ولادیمیر کوالیونوک (به انگلیسی: Vladimir Kovalyonok) فضانورد اهل اتحاد شوروی است که در ۳ مارس ۱۹۴۲ در کروپکی رایون زاده شد. وی در مأموریت سایوز ۲۵، سایوز ۲۹، سایوز تی-۴ حضور داشته است.